# 澳門獅王爭霸賽
澳門獅王爭霸賽（英語：Macao Lion Dance Championship）由澳門美高梅主辦、澳門武術總會協辦，並得澳門政府各部門支持。自2010年開始，主辦單位目的是為了弘揚傳統舞獅藝術表演，促進澳門與國際之間在旅遊、體育和文化的聯動。

## 沿革
為弘揚傳統舞獅表演藝術，推動本澳文化體育活動，澳門美高梅決定於5月1日舉辦全澳首次國際舞獅大賽美高梅獅王爭霸——澳門國際邀請賽2010。是次比賽由澳門美高梅主辦、澳門武術總會協辦，並得澳門旅遊局支持，參賽獅隊會於8至10分鐘內以不同的表演主題，舞動出南獅的各種生動形態，評分標準會按照國際規例的裁判法，以動作難度、形態、配樂及獅隊儀容等作整體評分，決出冠、亞、季軍及優勝獎；得獎隊伍分別獲得豐富獎金、獎杯及獎狀。另外，勝出獅隊於5月2至4日在天幕廣場作冠軍表演。原定十支已報名的隊伍中，泰國龍獅總會因事未能來澳參賽，越南仁義堂龍獅團則因傷退出。最終由新加坡龍田武術龍獅團以9.18分及12個高難度動作勇奪冠軍寶座，以1分的難度分超前，澳門雄威體育會及香港夏漢雄獅團則分別奪得亞軍及季軍。澳門武術總會裁判組委員羅振光表示，賽事評分標準主要根據2008年國際龍獅總會最新的標準，主要分3個類別，五分為動作規格；三分為藝術表現；兩分為難度分，最少要有五個難度動作，每加一個難度動作加0.1分，如遇到同分會視難度分決勝負。
大型國際醒獅賽美高梅獅王爭霸—澳門國際邀請賽2011，由上屆一日擴展到兩日於8月20及21日掀起戰幔，大賽評分標準按照國際競賽規則及裁判法，參賽獅隊須於10分鐘內以不同的表演套路主題，舞動出南獅的各種生動形態，以動作難度、形態、配樂及獅隊儀容等作整體評分。今屆國際邀請賽另一項重點賽事，就是首度增設女子舞獅表演賽五支女子獅隊在天幕廣場表演一系列靈活跳脫的醒獅動作，打破由男性主導舞獅的傳統，並加上創新設計的美高梅意念舞獅和全新美高梅獅王爭霸iPhone遊戲及大抽獎。十支隊伍中已報名的越南和美國隊因傷缺席，香港隊亦於賽前練習不幸受傷未能參加比賽。新加坡龍田武術龍獅團以總分18.47分成功衛冕冠軍，馬來西亞關聖宮龍獅團及中華台北文楊龍獅團分別奪得亞軍及季軍。女子表演賽中，香港夏漢雄龍獅團奪得金獎，銀獎得主為澳門鴻威文娛體育會及中華台北文揚龍獅團，銅獎得主為新加坡龍田武術龍獅團及中國廣東中山技師學院霓虹龍獅會。
2012年賽事仍分兩天作賽，獲體發局、澳門旅遊局及亞洲龍獅運動聯合會支持，並邀請澳門武術總會參與合辦。大賽由澳門武術總會的國際級專業評判團及參賽隊伍各派出一位國際級評判負責評審工作，評分標準按去年國際龍獅運動聯合會的國際舞龍南獅北獅競賽規則、裁判法評分。參賽男子獅隊須於10至12分鐘內以指定套路為主題，舞動出南獅的各種生動形態，以動作難度、形態、配樂及獅隊儀容等作整體評分，總成績為兩天比賽的平均分數，得出冠、亞、季軍獎項。十五支勁旅參加，泰國及越南隊賽前練習不幸受傷退賽。2日分2個回合展開，首回合領跑的關聖宮龍獅團表現穩定，以一系列高難度的跳躍動作再獲好評，次回合獲得全場最高的9.33分，終以0.04分之差，力壓衛冕的龍田武術龍師團摘冠，馬來西亞光藝龍獅體育會則名列第三。女子舞獅表演賽方面，吸引八支獅隊角逐，由中國廣東電網肇慶電力醒獅團及澳門鴻威文娛體育會奪得金獎。
賽事由美高梅與武術總會合辦，獲體育局、旅遊局、教青局三個政府部門支持。第六屆賽事的女子項目，由過去的表演賽升格為正式賽事，希望透過今次活動，令龍獅運動更加普及。與此同時，今年的幼獅計劃亦為澳門龍獅界培養出一批新血，隨著路氹新項目會在今年內落成，下一屆的獅王爭霸有望移師路氹城舉行，繼續推動澳門舞獅運動發展。在比賽開幕式上，主辦單位別出心裁，讓14名年僅六至十歲的美高梅幼獅訓練計劃的畢業學員帶來的醒獅表演助興，賽事最終藝威體育會以9.19分榮登冠軍寶座，懷德醒獅團及馬來西亞彭亨關丹建造行武術醒獅團分獲亞、季軍。女子傳統南獅賽，澳門鴻威文娛體育會終以8.83分獲得亞軍，與冠軍隊伍菲律賓武術協會僅差0.07分，馬來西亞彭亨關丹建造行武術醒獅團則獲季軍。
由美高梅及武術總會合辦，旅遊局、教育暨青年局以及亞洲龍獅運動聯合會支持的美高梅獅王爭霸——澳門國際邀請賽2018於11月10至11日美獅美高梅劇院舉行，今屆更新加入澳門首個國際幼獅表演賽。今年賽事首度在美獅美高梅劇院舉行，把劇院成為競技場，為觀眾及參賽隊伍帶來全新的體驗。由美高梅全力支持及贊助、澳門特殊奧運會學員組成的智美醒獅隊更即場為來賓表演。今年除了續設有女子傳統南獅賽，更增設國際幼獅表演賽，來自五個不同地方的幼獅獅隊將各顯身手，爭奪冠軍寶座。一連兩日假美獅美高梅劇院舉行，分別進行女子傳統南獅、幼獅、男子樁陣自選等三個項目。其中男子樁陣自選，共吸引十三支本地及外地隊伍參加，最終上海三林喜地龍獅團以9.29分，0.03分之差力壓馬來西亞全國龍獅總會光藝龍獅體育會、香港中國國術龍獅總會洪拳李潤福獅隊奪冠。女子傳統南獅項目，澳門代表工人武術健身會，僅以0.04分之差，不敵澳洲僑青社龍獅團，屈居亞軍；季軍為中華台北基隆長興呂師父龍獅團。全球首次舉辦的國際幼獅表演賽，東道主美高梅金獅體育會B隊，則以全場最高分8.61分，與香港中國國術龍獅總會洪拳李潤福獅隊並列金。
在新冠疫情而停辦兩年，今年得到復辦美高梅獅王爭霸—南獅邀請賽2022，賽事首度與蓮花衛視合作，在19個社交平台進行全國網上直播，讓大眾於線上欣賞此年度體育文化盛事，兩天活動在線上共吸引逾3800000人觀看，現場亦吸引超過3000人次入場觀看。今屆亦增設青少年傳統南獅賽，進一步培育青年舞獅，增強澳門在特色體育競技項目上的合作交流，最終青少年賽則由深圳市寶安區福海街道橋頭社區醒獅團以8.91的高分力壓群雄奪標。今屆比賽重頭戲南獅規定樁陣自選套路，九支國內頂尖舞獅勁旅輪番上陣。最終廣東省龍獅運動協會憑出色表現，力壓群獅以9.25分榮登獅王寶座。美高梅金獅體育會A、B隊在2018年成立，分別於今屆賽事女子傳統南獅賽、幼獅表演賽奪得女獅王及小獅王殊榮。美高梅品牌策劃副總裁廖頴琦表示在疫情下，讓賽事復辦不易，高興能為各參賽隊伍提供交流平台。醒獅雖多在喜慶活動中出現，但亦屬競技運動。在旅遊+的政策下，醒獅是一項很好的傳統體育活動。美高梅經多年推廣，南獅邀請賽已成為品牌活動，且今年較以往有更多小朋友及青少年參與，相信醒獅運動在澳越來越普及。
由美高梅和亞洲龍獅運動聯合會合辦，澳門武術總會承辦，體育局、旅遊局、教青局、文化局、市政署、海事及水務局及國際龍獅運動聯合會支持，中國龍獅運動協會指導的第十屆獅王爭霸國際賽——美高梅盃於10月6至7日舉行，馮小峰稱，今年迎來全新升級的獅王爭霸賽，印證美高梅在弘揚中華優秀傳統、傳承嶺南文化的初心不變，不斷創新。今年於極具中華傳統內涵的世遺景點舉辦國際頂級南獅賽事，又延伸舉辦文化周活動，冀藉此突顯媽閣廟集宗教、文化、旅遊於一體的特色社區景點，同時推廣旅遊。期望以國際賽事為平台，為激活社區人流及經濟復甦提供助力，促進澳門經濟適度多元發展。今屆賽事首度移師至社區戶外場地在媽閣一帶舉辦，以非遺景點為基地成為高級國際體育賽事外，更於9月23至10月7日的中秋及國慶假日期間舉辦獅藝文化周，現場設有非遺文化展示空間、手藝工作坊、獅藝主題裝置區，為大眾帶來獅藝文化的多元體驗。賽事首日更有獅王巡遊慶典活動，勢必令媽閣片區一帶成為中華文化盛事熱點。此外。美高梅亦與亞洲龍獅運動聯合會和中國龍獅運動協會簽署戰略合作協議，共同促進旅遊休閒及文化體育重點產業的發展。今屆賽事升級為世界甲級南獅賽事，吸引12個國家及地區共18支國際南獅勁旅，於澳門社區爭奪獅王寶座。美高梅品牌策劃高級副總裁廖頴琦透露賽事反應熱烈，因各方面限制未能容納太多隊伍，只新增意大利及日本兩支首次來澳的隊伍。因颱風小犬關係，首日賽程變更為青少年傳統南獅賽及備受矚目的南獅規定樁陣自選套路，青少年賽冠、亞軍由澳門包辦，澳門羅梁體育總會得9.1分，以0.05分力壓澳港柿山結義堂國術健身會，深圳市寶安區福海街道橋頭社區醒獅團得第三。南獅規定樁陣則由深圳橋頭社區醒獅團技壓群獅，以9.3分成為今屆獅王；中國香港南獅隊及緬甸龍的傳人龍獅團分獲亞、季軍。比實繼首日於世遺景點媽閣廟前地進行連場激戰後，次日轉戰澳門綜藝館作賽。在女子傳統南獅賽中，由美高梅金獅體育會A隊做出最為生動的表演，以九點一五分衛冕女獅王殊榮，而亞軍及季軍分別由菲律賓文揚體育會及馬來西亞全國龍獅總會——麻坡關聖宮龍獅團奪得。至於兒童組由麥旨樑龍獅體育會以8.93分封王，澳門業餘體育會、美高梅金獅體育會B隊分獲亞、季軍。一連兩天的盛事，在18個網上國際頻道全球直播，向國際展示澳門旅遊＋的多元城市魅力，兩天線上線下共錄得逾3300000人欣賞。除於媽閣舉辦醒獅賽事，更於區內舉行為期兩星期的文化週，至今吸引逾2500人親身參與，體驗獅藝的工匠精神；兩天賽事則錄得逾7000名現場觀眾欣賞。

## 歷屆冠軍
| 屆數                          | 比賽日期                      | 男子賽冠軍                         | 女子賽冠軍                                              | 幼獅表演賽冠軍                       | 青少年傳統南獅賽冠軍               | 場地                                                              | 備注 |
| 美高梅獅王爭霸—澳門國際邀請賽 | 美高梅獅王爭霸—澳門國際邀請賽 | 美高梅獅王爭霸—澳門國際邀請賽      | 美高梅獅王爭霸—澳門國際邀請賽                           | 美高梅獅王爭霸—澳門國際邀請賽        | 美高梅獅王爭霸—澳門國際邀請賽      | 美高梅獅王爭霸—澳門國際邀請賽                                     | 美高梅獅王爭霸—澳門國際邀請賽                                                                                        |
| ----------------------------- | ----------------------------- | ---------------------------------- | ------------------------------------------------------- | ------------------------------------ | ---------------------------------- | ----------------------------------------------------------------- | --- |
| 第一屆                        | 2010年5月1日                  | 龍田武術龍獅團                     | 未開設                                                  | 未開設                               | 未開設                             | 美高梅天幕廣場                                                    | |
| 第二屆                        | 2011年8月20至21日             | 龍田武術龍獅團                     | 夏漢雄體育會                                            | 未開設                               | 未開設                             | 美高梅天幕廣場                                                    | 首度特設『女子舞獅表演賽』                                                                                           |
| 第三屆                        | 2012年11月10至11日            | 關聖宮龍獅團                       | 廣東電網肇慶電力醒獅團 鴻威文娛體育會                   | 未開設                               | 未開設                             | 美高梅天幕廣場                                                    | |
| 第四屆                        | 2014年11月8至9日              | 光藝龍獅體育會                     | 洪拳李潤福獅隊 菲律賓武術協會 鴻威文娛體育會            | 未開設                               | 未開設                             | 美高梅天幕廣場                                                    | |
| 第五屆                        | 2015年11月14日至15日          | 佛山南海黃飛鴻中聯電纜武術龍獅協會 | 廣東電網公司肇慶電力醒獅團 潤福堂（香港）洪拳李潤福獅隊 | 未開設                               | 未開設                             | 美高梅天幕廣場                                                    | |
| 第六屆                        | 2016年11月13至14日            | 藝威體育會                         | 菲律賓武術協會                                          | 未開設                               | 未開設                             | 美高梅天幕廣場                                                    | 由今屆開始把『女子舞獅表演賽』升格到『女子傳統南獅賽』                                                               |
| 第七屆                        | 2018年11月10至11日            | 上海三林喜地龍獅團                 | 僑青社龍獅團                                            | 美高梅金獅體育會B隊 洪拳李潤福獅隊   | 未開設                             | 美高梅劇院                                                        | 場地改為美獅美高梅內的美高梅劇院舉行 全球首創的國際幼獅表演賽                                                        |
| 第八屆                        | 2019年11月23至24日            | 藝威體育會                         | 深圳巿福海橋頭醒獅團                                    | 美高梅金獅體育會A隊 文揚龍獅運動協會 | 未開設                             | 美高梅劇院                                                        | |
| 美高梅獅王爭霸—南獅邀請賽     |                               |                                    |                                                         |                                      |                                    |                                                                   | |
| 第九屆                        | 2022年11月26至27日            | 廣東龍獅運動協會                   | 美高梅金獅體育會A隊                                     | 美高梅金獅體育會B隊                  | 深圳市寶安區福海街道橋頭社區醒獅團 | 美高梅劇院                                                        | 今屆增設青少年傳統南獅賽 首度與媒體合作進行全國網上直播                                                              |
| 獅王爭霸國際賽—美高梅盃       |                               |                                    |                                                         |                                      |                                    |                                                                   | |
| 第十屆                        | 2023年10月6至7日              | 深圳橋頭社區醒獅團                 | 美高梅金獅體育會A隊                                     | 麥旨樑龍獅體育會                     | 羅梁體育總會                       | 媽閣廟前地（首日賽事及開幕典禮） 澳門綜藝館（次日賽事及閉幕典禮） | 賽事首度移師至社區戶外場地進行 賽事升級為世界甲級南獅賽事 受颱風小犬影響，氣象局發出三號風球，翌日賽事移師至室內舉行 |
| 第十一屆                      | 2024年10月5至6日              | 深圳市福海橋頭醒獅團               | 美高梅金獅體育會A隊                                     | 麥旨樑龍獅體育會                     | 羅梁體育總會                       | 媽閣廟前地                                                        | |

## 相關活動

### 美高梅獅王爭霸—北京國際邀請賽
由美高梅及澳門武術總會合辦的獅王爭霸2015年已踏入第五屆，為隆重其事，主辦單位遠赴北京，增辦北京國際邀請賽，令內地市民有機會欣賞到高水平的舞獅賽事。美高梅中國控股有限公司首席執行官及執行董事簡博賢致詞表示，舞獅是中國的傳統，獅子亦是美高梅的標誌，作為一家紮根澳門的國際企業，美高梅希望從澳門開始，龍獅競賽運動帶到中國內地，讓更多人瞭解龍獅競賽。除了中國之外，美高梅亦希望透過五周年系列活動，龍獅競賽在全球各地推廣，令舞獅在各地更加流行。同時透過幼獅計劃，為龍獅運動帶來新血，讓龍獅運動未來的發展打好基礎。賽事由澳門美高梅主辦、釣魚台美高梅酒店集團協辦、中國龍獅運動協會以及三亞美高梅度假酒店合辦的美高梅獅王爭霸——北京國際邀請賽2015在9月13日北京三里屯太古里南區橙色大廳舉行。首次延伸至北京舉行國際邀請賽，雲集十支參賽獅隊，分別來自內地、香港、澳門、台北、印尼、馬來西亞、新加坡、泰國及越南。當中新加坡的藝威體育會因賽前練習不幸受傷，未能出賽。最終由印尼的江夏堂龍獅團勇奪北京段的獅王冠軍，內地的黃飛鴻中聯電纜武術龍獅團與馬來西亞的關聖宮龍獅團分別奪得亞軍及季軍。

### 幼獅訓練計劃
該計劃由美高梅與澳門鴻威文娛體育會合辦，於2015年開始舉行，旨在為本地幼青提供一個善用暑假餘暇的機會，同時推廣舞獅這項傳統中華體藝，把中華文明薪火相傳，讓下一代有機會瞭解舞獅的箇中精髓。參加者學習有關舞獅的歷史、接受基本步法及使用不同舞獅道具和樂器等訓練。課程分為三個學習階段：第一階段學習醒獅的基本知識、掌握醒獅的初步基本步法、獅頭握法及手勢等；第二階段會根據學員的學習進度及能力加強基礎訓練；第三階段就組織學員按已設計的表演套路進行練習。順利完成所有課程的學員能出席畢業典禮、獲頒證書以及有機會在美高梅獅王爭霸──澳門國際邀請賽中表演。
計劃自推出以來反應熱烈，並多次在不同的大型活動上公開演出，包括美獅美高梅開幕典禮、美高梅年度國際醒獅大賽美高梅獅王爭霸——澳門國際邀請賽開幕禮、澳門農曆新年花車巡遊匯演、澳門公益金百萬行、武林群英會等。

### 獅藝文化周
美高梅獅藝文化周由美高梅主辦、佛山市龍獅運動協會協辦，活動為9月23日至10月7日，以嶺南醒獅文化為主題，現場設有主題展示區、戶外獅藝裝置，以及一連串工作坊環節。特別邀請到來自佛山市亮聲工藝廠的多名非遺工藝師駐場獅藝文化館，每天向公眾展示獅藝製作過程，而完成品均會作為現場藝術擺設供觀眾欣賞。馮小峰表示，今年正值獅王爭霸賽邁進第10年，矢志打造全新升級的獅藝體驗，破格將世界重點獅壇賽事帶進社區舉行，並聯動文化周精彩活動，在媽閣非遺景點，重現醒獅民俗慶典的熱鬧場面。盛事將體育+文化+旅遊元素融入社區，打造出獨一無二的文化體驗景點，相信能吸引更多國際旅客前來欣賞醒獅賽事，並寓節日消閒於文化體驗之中，通過獅藝文化周，多維度了解嶺南傳統文化，同時切身體會澳門歷史片區的深厚文化底蘊，讓世界全面感受澳門作為多元旅遊城市的魅力。

## 外部連結
- 美高梅官方網站 （页面存档备份，存于）
- 澳門武術總會官方網站 （页面存档备份，存于）